# Carl Gustaf Hessler
Carl Gustaf Hessler, född 26 januari 1816 i Stockholm, död där 4 februari 1899, var en svensk skådespelare och teaterdirektör.

## Biografi
Carl Gustaf Hessler var först engagerad vid Kungliga Dramatiska teatern som elev, men tycks inte ha intagit någon betydande roll där. Han fick omdömet att "icke vara alldeles utan talang" men ansågs ha ett "olyckligt organ", det vill säga hans talförmåga på scen ansågs inte var tillräckligt god. Det skall varit för att han läspade något och även var lite halt. Under säsongen 1836–1837 gjorde han sin första stora roll som Filip i Johanna af Montfaucon där han sades spela "med lif och känsla, ehuru den låg mera på ytan. Hos Stjernström, som på nyåret alternerade med honom, fanns den mera inombords." Hessler var därefter engagerad hos Pierre Joseph Deland 1840–1845 och vid Mindre teatern 1845–1846.
Hessler fick mera beröm för sina roller under Pierre Delands ledning med många förmånsrecetter. En av de stora rollerna han gjorde där var i William Shakespeares Hamlet och riddare Percival i Griselda. Hessler fick också förtroendet att leda Pierre Delands teatertrupp under sommaren 1842 då paret Deland var på konstresa i Paris.
Hessler gifte sig med aktrisen Amanda Widerberg den 16 februari 1842 i Uppsala. De fanns bägge i Pierre Delands trupp från början 1840 där de rätt ofta fått spela älskare och älskarinneroller som i Axel och Valborg. Efter de avslutat sin sejour i Pierre Delands trupp hösten 1845, började de tillsammans med Pierre Deland ett engagemang på Nya Theatern. Engagemanget slutade sista april 1846 då teatern stängde för säsongen. Pierre Deland och paret Hessler bestämde sig för att i juli 1846 avsluta förnyat engagemang på teatern och bildade en mindre landsortstrupp tillsammans med en dansensemble som turnerade över sommaren. (Detta skedde också i samband med att skådespelaren Torsslow tänkte hyra teatern inför vintersäsongen och omorganiserade den med även personal. Det var också då den fick det nya namnet Mindre Teatern). Första turnéstoppet blev i Gävle. I mitten av september 1846 skulle paret Hessler tillsammans med andra aktörer som varit på Nya Teatern ge fyra föreställningar i Uppsala. I oktober 1846 reste paret Hessler med Pierre Delands ihopsamlade tidigare trupp, som turnerat i södra Sverige för att åka över till Finland för en del föreställningar under vintern.
I maj 1848 anslöt paret Hessler sig till Fredrik Delands trupp som förestod Djurgårdsteatern och där truppen precis kommit från Finland till Stockholm. I juli 1848 överlät Fredrik Deland sina teaterföreståndarerättigheter till Hessler för att dra sig tillbaka men behöll ägandet över själva teaterbyggnaden. Deland medverkade i truppen till september 1848 då teatern stängde för säsongen då han helt gick av scenen. Truppen döptes om till Hesslerska truppen efter sin föreståndare. Den gav sig ut i landsorten med första stopp i Uppsala.
Hessler var chef för Ladugårdslandsteatern 1856–1858.

## Teater

### Roller (ej komplett)
| År   | Roll              | Produktion                                                  | Teater        |
| ---- | ----------------- | ----------------------------------------------------------- | ------------- |
| 1835 | Ernest d'Apreval  | Farbror Philibert Jean-François Bayard och Bailly           | Stora Teatern |
| 1835 | Bourgognino       | Fiesco Friedrich Schiller                                   | Stora Teatern |
| 1836 | Don Eugenio, son  | Preciosa översättning efter tyskan                          | Stora Teatern |
| 1836 | Lord Wilson, vän  | Qwäkarn och Danseusen Eugène Scribe och Nicolas-Paul Duport | Stora Teatern |
| 1836 | Damis, Orgons son | Tartuffe Molière                                            | Stora Teatern |
| 1836 | Filip             | Johanna af Montfaucon August von Kotzebue                   | Stora Teatern |
| 1836 | ?                 | Överraskningen ?                                            | Stora Teatern |
| 1837 | Alfred            | Pariser-Pojken Jean-François Bayard                         | Stora Teatern |
| 1845 | Oscar Rigaut      | Kotteriet Eugène Scribe                                     | Nya Teatern   |